# Чхонвон (титул)
Чхонвон (кор. 천원전) — один из основных корейских титулов го, проводящийся Корейской ассоциацией падук и спонсируемый организациями Sports Korea, Far East Pharmaceuticals и Daily Economic Newspaper. Чхонвон является аналогом японского го-титула Тэнгэн и китайского титула Тяньюань. Призовой фонд составляет 13 000 000 вон. Текущим обладателем титула является Чхве Чхоль Хан.
Турнир заменил проводившийся с 1983 по 1994 годы Кубок Baccus. Контроль времени в финальных партиях составляет по 5 часов каждому игроку (4 часа в плей-офф, 3 часа в отборочном этапе). Коми составляет 6,5 очков. Победитель розыгрыша титула Чхонвон отправляется на розыгрыш титула Китайско-Корейский Тэнгэн, где соревнуется с победителем аналогичного китайского титула.

## Обладатели титула
| Год       | Обладатель     |
| --------- | -------------- |
| 1996      | Ю Чханхёк      |
| 1997—1999 | Ли Чхан Хо     |
| 2000      | Ли Седол       |
| 2001      | Пак Ён Хун     |
| 2002      | Сон Тхэкон     |
| 2003—2004 | Чхве Чхоль Хан |
| 2005      | Ко Гынтхэ      |
| 2006      | Чо Хансын      |
| 2007      | Вон Сонджин    |
| 2008      | Кан Дон Юн     |
| 2009      | Пак Чжон Хван  |
| 2010—2011 | Чхве Чхоль Хан |
| 2012      | Пак Ён Хун     |
| 2013      | Пак Чжон Хван  |